# Woodhouseïta
La woodhouseïta és un mineral de la classe dels fosfats, que pertany al grup de la beudantita. Anomenada així pel professor Charles Douglas Woodhouse, mineralogista i col·leccionista de minerals de la Universitat de California. La woodhouseïta és l'anàleg de calci de la svanbergita.

## Característiques
La woodhouseïta és un fosfat de fórmula química CaAl₃(PO₄)(SO₄)(OH)₆. Cristal·litza en el sistema trigonal. La seva duresa a l'escala de Mohs és 4,5.
Segons la classificació de Nickel-Strunz, la woodhouseïta pertany a «08.BL: Fosfats, etc. amb anions addicionals, sense H₂O, amb cations de mida mitjana i gran, (OH, etc.):RO₄ = 3:1» juntament amb els següents minerals: beudantita, corkita, hidalgoïta, hinsdalita, kemmlitzita, svanbergita, graulichita-(Ce), gal·lobeudantita, arsenogoyazita, arsenogorceixita, arsenocrandal·lita, benauita, crandal·lita, dussertita, eylettersita, gorceixita, goyazita, kintoreïta, philipsbornita, plumbogummita, segnitita, springcreekita, arsenoflorencita-(La), arsenoflorencita-(Nd), arsenoflorencita-(Ce), florencita-(Ce), florencita-(La), florencita-(Nd), waylandita, zaïrita, arsenowaylandita, florencita-(Sm), viitaniemiïta i pattersonita.

## Formació i jaciments
Es troba en vetes de quars en dipòsits d'andalusita (mina Champion, Califòrnia); com a producte d'alteració argíl·lica en dipòsits minerals en vetes hidrotermals o disseminats, on reemplaça apatita (Summitville, Colorado); rarament també es troba formada a partir del guano. A la seva localitat tipus s'ha descrit associada a topazi, augelita, latzulita, pirofil·lita.